# DLX4
DLX4‏ (Distal-less homeobox 4) هوَ بروتين يُشَفر بواسطة جين DLX4 في الإنسان.